# Микрантемум
Микра́нтемум (лат. Micranthemum) — род водных цветковых растений, относящийся к семейству Linderniaceae.

## Описание
Небольшие голые сильно ветвистые водные травянистые растения с нитевидными простёртыми стеблями.
Листья супротивно расположенные по стеблям, цельные и цельнокрайные, обычно с 3—5 выделяющимися жилками.
Соцветия одноцветковые или двуцветковые, в пазухах листьев. Цветки на очень коротких цветоножках, чашечка актиноморфная, с 4—5 лопастями, у некоторых видов почти не выраженными. Венчик беловатого цвета, почти от основания двугубый, нижняя губа трёхлопастная, верхняя — более мелкая, цельная. Тычинки в числе двух.
Плоды — коробочки шаровидной формы, с двумя гнёздами, изредка — одногнёздные. Семена многочисленные, с морщинистой рубчатой поверхностью.

## Ареал
Представители рода распространены от южных США на севере до Парагвая и Северной Аргентины на юге. Наибольшее разнообразие видов наблюдается на Антильских островах.

## Систематика

### Систематическое положение
Традиционно род относился к трибе Gratioleae семейства Подорожниковые (Plantaginaceae), однако молекулярные исследования показали необходимость его переноса (а также рода Stemodiopsis Engl.) в семейство Linderniaceae.

### Синонимы
- Amphiolanthus Griseb., 1866
- Globifera J.F.Gmel., 1791, nom. rej.
- Hemianthus Nutt., 1817
- Hemisiphonia Urb., 1909

### Виды
- Micranthemum arenarioides (Griseb.) M.Gómez, 1894
- Micranthemum bryoides (Griseb.) M.Gómez, 1894
- Micranthemum callitrichoides (Griseb.) C.Wright, 1870
- Micranthemum erosum (C.Wright ex Griseb.) Eb.Fisch., Schäferh. & Kai Müll., 2013 — иногда не выделяется из M. reflexum
- Micranthemum glomeratum (Chapm.) Shinners, 1964
- Micranthemum longipes (Urb.) Acev.-Rodr., 2012
- Micranthemum micranthemoides (Nutt.) Wettst., 1891 — Микрантемум малоцветковый, или микрантемум мелкоцветковый
- Micranthemum pilosum Ernst, 1874 — иногда не выделяется из M. umbrosum
- Micranthemum procerorum L.O.Williams, 1972
- Micranthemum reflexum (C.Wright ex Griseb.) C.Wright, 1870
- Micranthemum rotundatum C.Wright ex Griseb., 1866
- Micranthemum standleyi L.O.Williams, 1972 — иногда не выделяется из M. pilosum и M. umbrosum
- Micranthemum tetrandrum C.Wright, 1870
- Micranthemum trisetosum (C.Wright ex Griseb.) C.Wright, 1870 — иногда не выделяется из M. reflexum
- Micranthemum umbrosum (J.F.Gmel.) S.F.Blake, 1915 — Микрантемум тенелюбивый, или микрантемум тенистый